# William Craven, I conte di Craven
William Craven, I conte di Craven (Londra, 28 settembre 1770 – Cowes, 30 luglio 1825), è stato un nobile e ufficiale inglese.

## Biografia
Era il figlio di William Craven, VI barone Craven, e di sua moglie, Lady Elizabeth Berkeley. I suoi genitori divorziarono nel 1780.

## Carriera
Servì nella British Army raggiungendo il grado di maggior generale. Fu tenente colonnello dell'84º reggimento di fanteria. Ricoprì la carica di aiutante di campo di Re Giorgio III. Nel 1801 fu creato visconte Uffington e conte di Craven.
È stato Lord luogotenente di Berkshire (1819-1826).

## Matrimonio
Sposò, il 12 dicembre 1807, Louisa Brunton (1785-27 agosto 1860), figlia di John Brunton. Ebbero quattro figli:
- William Craven, II conte di Craven (18 luglio 1809-25 agosto 1866);
- Lord George Augustus Craven (15 dicembre 1810-26 luglio 1836), sposò Georgina Smythe (nipote di Maria Anne Smythe, moglie morganatica del Re d'Inghilterra Giorgio IV). Ebbero due figli: William George Craven (1835-1906) e Walter Arthur Keppel Craven (1836-1894) che si trasferì in Italia a Villa Craven di Seyssel d'Aix e sposò la Contessa bresciana Elisa Oldofredi, figlia del Conte Ercole Oldofredi Tadini, Senatore del Regno d’Italia.
- Lord Frederick Keppel Craven (11 aprile 1812-21 giugno 1864);
- Lady Louisa Elizabeth Frederica Craven (?-20 ottobre 1858), sposò in prime nozze George Johnstone, VII Baronetto ed ebbero due figli, sposò in seconde nozze Alexander Oswald di Auchincruive ed ebbero quattro figli.

## Morte
Morì il 30 luglio 1825, all'età di 54 anni, a West Parade, Cowes, sull' Isola di Wight, di gotta reumatica.

## Ascendenza
|                                         |                                       |                                        | Genitori                           |  |  | Nonni |  |  | Bisnonni    |  |  | Trisnonni      |  |
|                                         |                                       |                                        |                                    |  |  |       |  |  | John Craven |  |  | William Craven |  |
|                                         |                                       |                                        |                                    |  |  |       |  |  | John Craven |  |  | William Craven |  |
|                                         |                                       | Margaret Mary Clapham                  |                                    |  |  |       |  |  | John Craven |  |  |                |  |
| John Craven                             |                                       |                                        |                                    |  |  |       |  |  | John Craven |  |  |                |  |
|                                         |                                       | Mary Rebecca Berkeley                  | Henry Greene                       |  |  |       |  |  |             |  |  |                |  |
|                                         |                                       | Mary Rebecca Berkeley                  | Henry Greene                       |  |  |       |  |  |             |  |  |                |  |
|                                         |                                       | Mary Rebecca Berkeley                  | Elizabeth Berkeley                 |  |  |       |  |  |             |  |  |                |  |
| William Craven, VI barone Craven        |                                       | Mary Rebecca Berkeley                  |                                    |  |  |       |  |  |             |  |  |                |  |
|                                         |                                       | Baptist Hickes                         | …                                  |  |  |       |  |  |             |  |  |                |  |
|                                         |                                       | Baptist Hickes                         | …                                  |  |  |       |  |  |             |  |  |                |  |
|                                         |                                       | Baptist Hickes                         | …                                  |  |  |       |  |  |             |  |  |                |  |
| Mary Hickes                             |                                       | Baptist Hickes                         |                                    |  |  |       |  |  |             |  |  |                |  |
|                                         |                                       | Jane Smith                             | …                                  |  |  |       |  |  |             |  |  |                |  |
|                                         |                                       | Jane Smith                             | …                                  |  |  |       |  |  |             |  |  |                |  |
|                                         |                                       | Jane Smith                             | …                                  |  |  |       |  |  |             |  |  |                |  |
| William Craven, I conte di Craven       |                                       | Jane Smith                             |                                    |  |  |       |  |  |             |  |  |                |  |
|                                         | James Berkeley, III conte di Berkeley | Charles Berkeley, II conte di Berkeley |                                    |  |  |       |  |  |             |  |  |                |  |
|                                         | James Berkeley, III conte di Berkeley | Charles Berkeley, II conte di Berkeley |                                    |  |  |       |  |  |             |  |  |                |  |
|                                         | James Berkeley, III conte di Berkeley | Elizabeth Noel                         |                                    |  |  |       |  |  |             |  |  |                |  |
| Augustus Berkeley, IV conte di Berkeley | James Berkeley, III conte di Berkeley |                                        |                                    |  |  |       |  |  |             |  |  |                |  |
|                                         |                                       | Louisa Lennox                          | Charles Lennox, I duca di Richmond |  |  |       |  |  |             |  |  |                |  |
|                                         |                                       | Louisa Lennox                          | Charles Lennox, I duca di Richmond |  |  |       |  |  |             |  |  |                |  |
|                                         |                                       | Louisa Lennox                          | Anne Brudenell                     |  |  |       |  |  |             |  |  |                |  |
| Elizabeth Berkeley                      |                                       | Louisa Lennox                          |                                    |  |  |       |  |  |             |  |  |                |  |
|                                         |                                       | Henry Drax                             | Thomas Shatterden Drax             |  |  |       |  |  |             |  |  |                |  |
|                                         |                                       | Henry Drax                             | Thomas Shatterden Drax             |  |  |       |  |  |             |  |  |                |  |
|                                         |                                       | Henry Drax                             | Elizabeth Ernle                    |  |  |       |  |  |             |  |  |                |  |
| Elizabeth Drax                          |                                       | Henry Drax                             |                                    |  |  |       |  |  |             |  |  |                |  |
|                                         |                                       | Elizabeth Ernle                        | Edward Ernle, III baronetto        |  |  |       |  |  |             |  |  |                |  |
|                                         |                                       | Elizabeth Ernle                        | Edward Ernle, III baronetto        |  |  |       |  |  |             |  |  |                |  |
|                                         |                                       | Elizabeth Ernle                        | Frances Erle                       |  |  |       |  |  |             |  |  |                |  |
|                                         |                                       | Elizabeth Ernle                        |                                    |  |  |       |  |  |             |  |  |                |  |